# ブルースパーティントン設計書
「ブルースパーティントン設計書」（ブルースパーティントンせっけいしょ、原題：The Adventure of the Bruce-Partington Plans）は、イギリスの小説家アーサー・コナン・ドイルによる短編小説。シャーロック・ホームズシリーズの一つで、56ある短編小説のうち39番目に発表された作品である。イギリスの『ストランド・マガジン』1908年12月号、アメリカの『コリアーズ・ウィークリー』1908年12月18日号に発表。1917年発行の第4短編集『シャーロック・ホームズ最後の挨拶』(His Last Bow ) に収録された。

## あらすじ
1895年11月第3週の火曜日、ウーリッジの兵器工場に勤める青年カドガン・ウェストが、ロンドン地下鉄の線路脇で死体となって発見された。死体の服のポケットに入っていたのは、イギリス国家の最高機密とされ、ウェストが勤める兵器工場の金庫室に厳重に保管されていたはずの最新鋭兵器「ブルース・パーティントン型潜水艦」の設計書10枚の図面のうち7枚であった。行方不明となった3枚の図面は潜水艦の設計書の中でも特に重要な部分で、その3枚が敵国に渡ればイギリスが重大な危機にさらされることは明白であり、政府の内部は大騒ぎとなった。
その週の木曜日、シャーロック・ホームズの兄であるマイクロフト・ホームズが自らホームズの住所に訪ねて来た。マイクロフトは政府の重要な地位にあり、本来は彼が事件の捜査を担当すべき立場であったが、彼は他の仕事で多忙なため、弟のシャーロックに事件の捜査を依頼しに来たのであった。また、マイクロフトは頭脳こそ非常に明晰だが、事件の手がかりや証拠を探して地道に現場を調査する作業が苦手であることも、彼が弟に事件の捜査を依頼しに来た理由の１つであった。国家の最高機密である新型潜水艦の設計書がなぜ持ち出されたのか。死体はどうやって運ばれたのか。残りの3枚の図面はどこにあるのか。マイクロフトは、他の依頼の処理を全て後回しにしてこの事件の捜査に全力を尽くすよう、ホームズに強く要請した。
ロンドン警視庁のレストレード警部は、ウェストが結婚を控えていて金が必要であったために図面を盗み出し、外国のスパイに売り渡そうとしたが争いに巻き込まれて殺され、図面の中でも特に重要な3枚を奪われたものと推理していた。しかし、ホームズは捜査を進めるにつれて、ウェストは何者かの手で盗まれた図面を取り戻そうとしていたものの敵のスパイによって殺され、列車の屋根の上に乗せられた（そして現場から遠く離れた場所で屋根から転げ落ちた）という結論に達する。ホームズは、マイクロフトから提供された主要な外国のスパイの情報を手がかりに、地下鉄の地上部分の線路脇に事件の発生直後まで住んでいたオーバーシュタインというスパイが事件の主犯であると目星を付け、その家を捜索したところ、『デイリー・テレグラフ』紙の私事広告欄に載っていた奇妙な広告を見付ける。オーバーシュタインの指示で図面を盗んだ実行犯が、この広告を通してオーバーシュタインと連絡を取っているに違いないと推測したホームズは、オーバーシュタインの振りをして偽の広告を出し、実行犯をおびき出すことにした。この広告に引っかかってきたのは、事件直後に急死した潜水艦局長ジェームズ・ウォルターの弟であるヴァレンタイン・ウォルター大佐であった。
ウォルターは株取引の失敗で多額の借金があり、破産の危機に追い込まれていたため、潜水艦局長である兄が所持していた兵器工場の鍵の合鍵を密かに作って、工場の金庫室に侵入し、問題の図面を盗み出すと、大金と引き換えにそれをオーバーシュタインに売り渡した。そのことに気付いたウェストは、図面を取り戻そうとしてウォルターを尾行し、オーバーシュタインの住居にたどり着いたが、ウェストはその場でオーバーシュタインに殺された。オーバーシュタインは10枚の図面の中から特に重要な3枚を抜き取ると、事件の責任をウェストに押し付けるために残りの7枚をウェストの服のポケットに押し込み、ちょうど住居の傍で一時停車した列車の屋根にウェストの死体を乗せて体よく始末した後、3枚の図面と共に外国へ逃走したのである。一方、ウェストと同じくウォルターが図面を盗んだことに気付いた潜水艦局長は、事件については何も語らず、弟が起こした不祥事の責任を背負い込む形で自殺したのであった。
ウォルターの自白によって、事件の真相を全て知ったホームズは、オーバーシュタインの連絡先をウォルターから聞き出すと、罪の償いをするためにオーバーシュタインをおびき出す偽の手紙を出すよう、ウォルターを促した。ホームズは捜査の過程で、盗まれなかった7枚の図面の中にもう1枚重要な図面が含まれていることを兵器工場の上級職員シドニー･ジョンソンから聞き出しており、その図面の写しをロンドンのホテルにて渡すという内容の手紙をウォルターに書かせて、オーバーシュタインを確実におびき出すことを狙った。ホームズの指示に従ってウォルターが書いた偽の手紙に引っかかり、指定の場所にまんまと現れたオーバーシュタインはその場で警察に逮捕され、盗まれた図面も無事に取り戻されたのであった。

## さる高貴な女性
事件解決後、ホームズは無事に設計書を取り戻した褒美にウィンザー城に招かれ、「さる高貴な女性」から見事なエメラルドのタイピンを贈られた。この「さる高貴な女性」とは当時この城の主だったヴィクトリア女王のことである。ホームズは女王の後継者であるエドワード7世とも関わりがある（高名な依頼人等参照）。